# Біхевіоралізм
Біхевіоралізм, Біхевіоризм політичний — напрямок в політології, що досліджує індивідуальну поведінку, дії людей, спрямовані на досягнення їхніх політичних цілей. З'явився в 1930-х роках у США. Він є різким відходом від попередніх підходів в упорі на об'єктивний, кількісний підхід до пояснення та прогнозування політичної поведінки. Це з розвитком наук про поведінку, створених на зразок природничих наук. Біхевіоралізм стверджує, що може пояснити політичну поведінку з неупередженої, нейтральної точки зору. Біхевіоралісти прагнуть досліджувати поведінку, дії та дії окремих осіб, а не характеристики інститутів, таких як законодавчі, виконавчі та судові органи, та груп у різних соціальних умовах і пояснювати цю поведінку стосовно політичної системи.

## Походження
Біхевіоралізм отримував підтримку у 1942-1970-ті роки. Ймовірно, Дуайт Уолдо вперше ввів термін у вжитку у книзі під назвою «Політична наука в Сполучених Штатах», випущеної 1956 року. Проте популяризував цей термін Девід Істон. Біхевіоралізм був темою для дискусій між традиціоналістами і новими підходами до політичної науки, що з'являються. Походження біхевіоралізму часто пов'язують із роботами професора Чиказького університету Чарльза Мерріама, який у 1920-х і 1930-х роках наголошував на важливості вивчення політичної поведінки окремих осіб та груп, а не лише розгляду того, як вони дотримуються юридичних чи формальних правил.

## Як політичний підхід
До «біхевіоральної революції» політична наука як наука взагалі заперечувалася. Критики вважали вивчення політики насамперед якісним і нормативним, і стверджували, що у ньому відсутня науковий метод, необхідний у тому, щоб вважатися наукою. Біхевіоралісти використовували строгу методологію та емпіричні дослідження, щоб підтвердити своє дослідження як соціальну науку. Біхевіоралістський підхід був новаторським, тому що він змінив ставлення до мети дослідження. Він перейшов до досліджень, які були підтверджені фактами, що перевіряються. У період 1954-63. Габріель Алмонд поширив біхевіоралізм у порівняльну політику, створивши комітет у SSRC. Під час зростання популярності у 1960-х та 1970-х роках біхевіоризм кинув виклик реалістичним та ліберальним підходам, які біхевіоралісти назвали "традиціоналізмом", а також іншим дослідженням політичної поведінки, не заснованим на фактах.
Щоб зрозуміти політичну поведінку, біхевіоризм використовує такі методи: вибірка, інтерв'ювання, оцінка та масштабування, а також статистичний аналіз.
Біхевіоралізм вивчає, як люди поводяться в групових позиціях реалістично, а не як вони повинні поводитися. Розглянемо приклад — дослідження Конгресу Сполучених Штатів може містити розгляд того, як члени Конгресу поводяться на своїх позиціях. Предмет інтересу — як Конгрес стає "ареною дій" і оточуючими його формальними та неформальними сферами влади.

## Значення терміна
Девід Істон був першим, хто відокремив біхевіоралізм від біхевіоризму в 1950-х роках (біхевіоризм — це термін, в основному пов'язаний із психологією). На початку 1940-х років сам біхевіоризм називався наукою про поведінку, а пізніше – біхевіоризм. Проте Істон прагнув провести різницю між двома дисциплінами:
«Біхевіоралізм не був чітко визначеним рухом для тих, кого вважали біхевіористами. Ті, хто чинили опір цьому, дали більш чітке визначення цьому, тому що вони описували його в термінах нових тенденцій, які вони вважали спірними. Тому деякі визначили б біхевіоралізм як спробу застосувати методи природничих наук до поведінки людини. Інші визначили б це як надмірний наголос на кількісну оцінку. Інші як індивідуалістичний редукціонізм. Зсередини практикуючи дотримувалися іншої думки, що й становило біхевіоралізм. [...] І мало хто з нас був згоден.»
Маючи це на увазі, біхевіоризм чинив опір єдиному визначенню. Дуайт Уолдо підкреслив, що сам по собі біхевіоралізм незрозумілий, назвавши його "складним" та "незрозумілим". Істон погодився, заявивши, що "кожна людина ставить свої власні акценти і цим стає своїм власним біхевіористом", і спроби повністю визначити біхевіоризм безплідні. Із самого початку біхевіоризм був політичною, а не науковою концепцією. Більше того, оскільки біхевіоризм — це не дослідницька традиція, а політичний рух, визначення біхевіоризму випливають з того, що хотіли біхевіористи. Тому в більшості вступних статей робиться упор на дослідження, вільне від цінностей. Про це свідчать вісім "інтелектуальних каменів основи" біхевіоризму Істона:
1. Закономірності — узагальнення та пояснення закономірностей.
2. Прихильність до перевірки — Здатність перевіряти узагальнення.
3. Техніки — Експериментальне ставлення до техніки.
4. Кількісна оцінка — Вираз результатів як чисел, де це можливо чи значимо.
5. Цінності — Поділ етичної оцінки та емпіричних пояснень.
6. Систематизація — розгляд важливості теорії в дослідженнях.
7. Чиста наука – ставлення до чистої науки, а не до прикладної науки.
8. Інтеграція — Інтеграція соціальних наук та цінностей.

Згодом біхевіоралістський підхід був поставлений під сумнів через появу постпозитивізму в політичній (зокрема у міжнародних відносинах) теорії.

## Об'єктивність та ціннісна нейтральність
Згідно з Девідом Істоном, біхевіоризм прагнув бути "аналітичним, а не змістовним, загальним, а не приватним, і пояснювальним, а не етичним". І тут теорія прагне оцінювати політичне поведінка без "запровадження будь-яких етичних оцінок. " Роджер Білер цитує це як "їх наполегливу різницю між фактами і цінностями".

## Критика
Цей підхід розкритикувався як з боку консерваторів, так і з боку радикалів за передбачувану нейтральність цінностей. Консерватори розглядають різницю між цінностями і фактами як спосіб підірвати можливості політичної філософії. 
Ніл Рімер вважає, що біхевіоралізм відкидає "завдання етичних рекомендацій", тому що біхевіористи вважають, що "істина чи хибність цінностей (демократія, рівність і свобода і т.д.) не можуть бути встановлені з наукової точки зору і виходять за межі законного дослідження ."
Крістіан Бей вважав, що біхевіоризм є псевдополітичною наукою і не є «справжніми» політичними дослідженнями. Бей заперечував проти того, щоб емпіричні міркування мали пріоритет над нормативною та моральною експертизою політики.
Спочатку біхевіоралізм був рухом від "наївного емпіризму", але як підхід піддавався критиці за "наївний сцієнтизм". До того ж радикальні критики вважають, що відокремлення фактів від цінностей унеможливлює емпіричне вивчення політики.

### Критика Крика
Британський вчений Бернард Крик у своїй книзі Американська політична наука (1959) виступив із критикою поведінкового підходу до політики, який був домінуючим у Сполучених Штатах, але маловідомим у Великій Британії. Він виділив і відкинув шість основних передумов і в кожному випадку стверджував, що традиційний підхід перевершує біхевіоризм:
1. дослідження можуть виявити однаковість у людській поведінці,
2. ці однаковості можуть бути підтверджені емпіричними тестами та вимірами,
3. кількісні дані найвищої якості, які слід аналізувати статистично,
4. політична наука має бути емпіричною та передбачувальною, применшуючи філософські та історичні аспекти,
5. безцінне дослідження було ідеальним, та
6. Соціологи повинні шукати макротеорію, що охоплює всі соціальні науки, на відміну прикладних питань практичної реформи.